# 남명천화상송증도가 (보물 제758-1호)
남명천화상송증도가(南明泉和尙頌證道歌)는 서울특별시 종로구에 있는 고려시대의 목판본 책이다. 1984년 5월 30일 대한민국의 보물 제758-1호로 지정되었다.

## 개요
당나라 승려 현각이 지은 선종(禪宗)의 지침서로 각 구절에 송나라 남명선사 법천이 그 뜻을 구체적으로 밝힌 책이다.
남명천화상송증도가(南明泉和尙頌證道歌)는 고려 고종 26년(1239)에 최이(崔怡)가 이미 간행한 금속활자본을 견본으로 삼아 다시 새긴 것 중 하나가 전해진 것이다. 닥종이에 찍은 목판본으로 크기는 세로 27.5cm, 가로 16.6cm이다.
책 머리부분에는 1077년에 오용천용(吳庸天用)이 지은 글이, 끝부분에는 1076년에 축황(祝況)이 판을 새길 때 지은 글이 실려 있다. 그 뒤에 최이가 선종에 있어 ‘증도가’가 중요함에도 불구하고 전해지지 않자 금속활자본을 거듭 새겨냄으로써 후대에 오래 전하기 위해 만들었다는 기록이 있다.
글자에 닳은 곳이 있는 점으로 보아 판을 만들고 훨씬 지난 뒤인 고려 후기에 다시 인쇄한 것으로 보인다. 또한 글자의 배열이 고르지 않고 비스듬히 기울어져 있어 이미 새겨져 있던 글자를 모아 만든 인쇄판의 특징을 엿볼 수 있다. 그리고 글자의 크기가 일정치 않으면서도 모양이 바른 점 등을 통해 초기 금속활자본의 면모를 파악하는데 도움을 주고 있다.
이 책은 적어도 13세기 초에 인쇄한 것으로 생각되며, 고려시대 활자인쇄의 시기와 성격을 파악할 수 있는 자료라는 점에서 매우 중요하게 평가되고 있다.

## 참고 자료
- 남명천화상송증도가 - 국가유산청 국가유산포털